# Georg Friedrich Schmidt
Georg Friedrich Schmidt (Wandlitz, 24 de enero de 1712–Berlín, 25 de enero de 1775) fue un pintor y grabador alemán. 

## Biografía

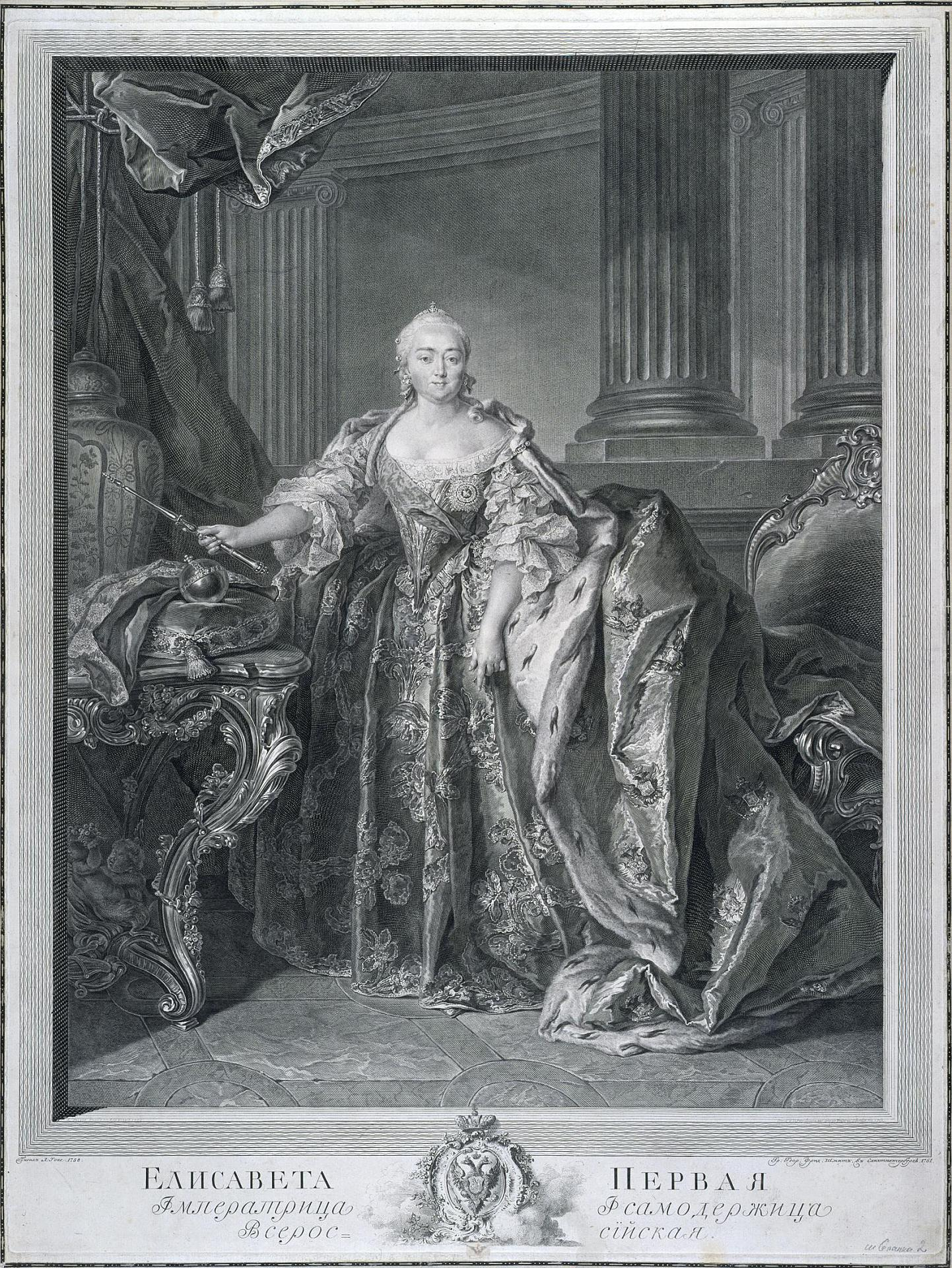
Isabel I emperatriz de Rusia (1761), sobre un original de Louis Tocqué, Museo del Hermitage, San Petersburgo

Destacó más como grabador que como pintor. Fue alumno de Georg Paul Busch en Berlín. En 1737 se estableció en París, donde estudió con Nicolas De Larmessin. En 1744 regresó a Berlín, donde fue nombrado grabador del rey Federico II de Prusia. Entre 1757 y 1762 vivió en San Petersburgo, donde fue director de la Escuela de Grabado y realizó el retrato de la emperatriz Isabel I. En 1762 regresó a su país y se estableció en Berlín. Trabajó sobre todo al buril, aunque en su última etapa practicó más la punta seca. Destacó sobre todo como retratista.
Fue miembro de la Real Academia de Pintura y Escultura.